# Безол (Од)
Безол (фр. Bezole) насеље је и општина у јужној Француској у региону Лангдок-Русијон, у департману Од која припада префектури Лиму.
По подацима из 2011. године у општини је живело 43 становника, а густина насељености је износила 6,61 становника/km². Општина се простире на површини од 6,51 km². Налази се на средњој надморској висини од 500 метара (максималној 601 m, а минималној 300 m).

## Демографија
| 1962. | 1968. | 1975. | 1982. | 1990. | 1999. | 2011. |
| ----- | ----- | ----- | ----- | ----- | ----- | ----- |
| 28    | 32    | 35    | 27    | 38    | 42    | 43    |

График промене броја становника у току последњих година